# Universalidade da Internet
A universalidade da Internet é o conceito de que
a Internet é mais do que uma infra-estrutura e aplicações, é uma rede de interações e relações econômicas e sociais que têm o potencial de fortalecer os direitos humanos, e capacitar indivíduos e comunidades.,

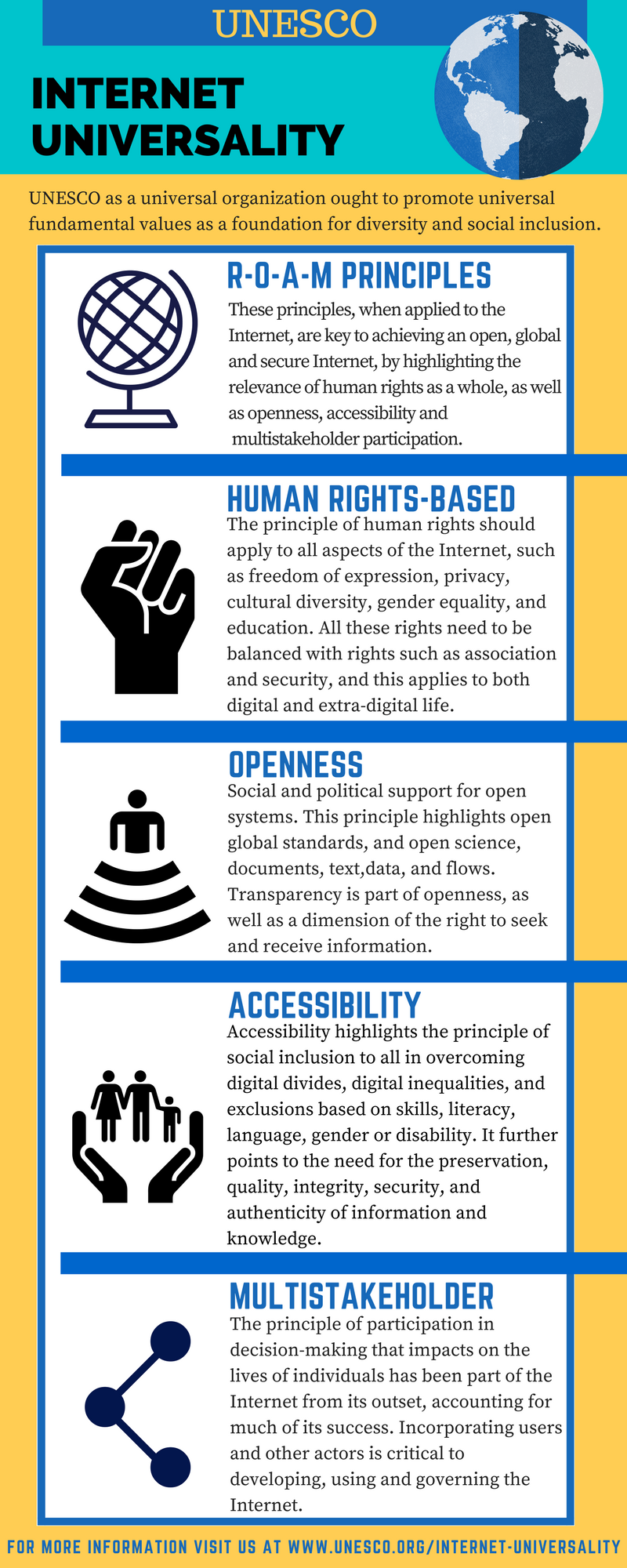
The principles of Internet Universality

Este conceito é baseado em quatro princípios fundamentais para o desenvolvimento da Internet, resumidos pelo acrônimo DAAM, do inglês "R-O-A-M":
D - a Internet é baseada em Direitos Humanos
A - a sua arquitetura é Aberta
A - deve ser Acessível a todos e
M - é alimentado e articulada pela participação de múltiplos atores
Entender a Internet dessa maneira reúne diferentes facetas de seu desenvolvimento que se preocupam com tecnologia e políticas públicas, direitos e desenvolvimento.